# Ханс Хайнц Еверс
Ханс Хайнц Еверс (на немски: Hanns Heinz Ewers) е германски поет, драматург, актьор и писател на произведения в различни жанрове – фантастика, хорър, пътеписи, еротика и документалистика.

## Биография
Ханс Хайнц Еверс е роден на 3 ноември 1871 г. в Дюселдорф, Германия, в артистичното семейство на Хайнц Еверс, който е бил придворен художник на великия херцог на Мекленбург-Шверин, и Мария Вирт, писателка и преводач от френски. Има по-малък брат – Ернст Густав. Бил е срамежливо и мечтателно дете със силна любов към животните. Учи в Кралското училище в Дюселдорф, като е много добър в граматиката и литературата, но слаб в математиката, което му създава непоносимост към училището и учителите до края на живота му.
Започва да пише стихове на 17 г., като първото му стихотворение е почит към починалия император Фридрих ІІІ, следвано от други такива за видни представители на Германската империя. Други негови теми са любовта и ревността, за което е повлиян от произведенията на Хайнрих Хайне и Е.Т.А. Хофман. На 12 март 1891 г. изкарва приемния изпит за Гренадирския кайзерски полк в Берлин, но след 44 дни е освободен поради късогледство.

### Образование
Завладян от нощния живот на Берлин той записва право на 12 май 1891 г. в университета „Фридрих Вилхелм“ в Берлин по примера на своите литературни модели Хайне и Хофман. През ноември 1892 г. се премества в университета „Фридрих Вилхелм“ в Бон, а през 1893 г. учи два семестъра в Женева. През 1894 г. полага първия си държавен изпит в Бон.
Като студент Еверс се наслаждава пълноценно на нощния живот и бързо става популярен. Присъединява се през 1891 г. към студентското Нормандско братство в Берлин, в което участва в поредица на двубои с мечове, получавайки редица белези, но е изключен от там през юни 1892 г. и е приет отново чак през 1932 г. В Бон се включва към Вестфалското братство, но също е изключен от него по-късно.
След завършването си Ханс Еверс работи като чиновник в Нойс и Дюселдорф. Той обаче няма желание за административна кариера, а се увлича от литературата, философията, окултизма и хипнозата. Те са основни теми в първия му роман и късните му произведения. През 1895 г. участва в двубой с други последователи на окултизма, в резултат на което започва дълга съдебна битка. Хайнц Еверс е хомосексуален. През 1897 г. той е осъден на 4 седмици затвор заради това в крепостта „Еренбрайтщайн“ в Кобленц и е уволнен от държавна служба.
Еверс продължава обучението си по право и през ноември 1898 г. получава докторска степен по юриспруденция от университета в Лайпциг. В Лайпциг се ражда и единственото му незаконнородено дете, което е дадено за отглеждане в сиропиталище.

### Ранни години
През 1898 г. Еверс се запознава с Оскар Уайлд и философията на Макс Щирнер. Първите му произведения са публикувани в списанията „Der Eigene“ и „Gemeinschaft des Eigenen“, които застъпват позицията за равни права на хомосексуалистите. Изявите му привличат вниманието на Ернст фон Волцоген, който го кани през 1901 г. в Берлин.
В Берлин става съосновател на кабарето „Überbrettl ”, а по-късно и негов художествен ръководител. За него пише редица сатирични текстове, които се представят с голям успех на сцената и го правят известен. Еверс бързо израства в литературния живот на Берлин и се сприятелява с културния елит на Германия.
На 15 май 1901 г. се жени за художничката-илюстратор Каролине „Илна“ Елизабет Вундервалд, с която работят заедно в кабарето и която илюстрира част от неговите книги. През същата година са публикувани и първите му произведения.
Работата му в кабарето и сътрудничеството му с Ернст фон Волцоген не го задоволява и той създава собствено кабаре, с което прави турнета в Централна Европа, но бързо го изоставя поради непосилните разходи и наложената цензура.
Заедно със съпругата си заминава за остров Капри, където остава в продължение на повече от година. Привлечен от свободния дух на острова, рай за богатите и известните, той пише няколко произведения. Завръща се в Берлин, където започва да си сътрудничи с Ерих Мюзам за съвместни произведения. В този период той започва да става зависим от алкохола и някои леки наркотици като хашиш и мескалин.

### Пътешествия
През 1904 г. Еверс започва своите обширни пътувания по света. За целта се договаря с корабната компания за безплатни пътувания в замяна на пътеписи и реклама за нея. Първото му пътуване е до Испания, където посещава замъка „Алхамбра“, чието очарование е включено в книгата „Edgar Allan Poe“ и Андалусия, намерила отражение в романа „Die Tomatensauce“, един драматичен разказ за бой с петли в планините на областта. Около 1904 г. започва и разривът му с Илна, но разводът им става факт чак през 1912 г.
През 1906 г. двойката пътува до Централна Америка – Куба, Мексико и Карибите. Той не е много ентусиазиран от видяното, определяйки го като имитация на европейската култура. Там участва във вуду церемония. Преживяното намира по-късно отражение в романа му „Der Zauberlehrling“ (Чиракът на магьосника).
На третото си пътуване през 1908 г., спонсориран от „Hamburg-America Line“, Еверс отива в южното полукълбо по крайбрежието на Бразилия до Аржентина, Буенос Айрес, Рио де Жанейро и във вътрешността с параход до Асунсион в Парагвай. В рекламата за пътуването си в Аржентина той не е особено възторжен, което довежда до протест от страна на аржентинския клон на фирмата.
Четвъртото му пътуване през 1910 г. води Еверс до Индия, Югоизточна Азия, Китай и Австралия. То е спонсорирано от „Hapag“, „Lloyd“ и издателство „Георг Мюлер“. Посещава Тадж Махал и екзотичните забележителности на Индия, Коломбо, Аделаида, Пърт и Сидни, немската Нова Гвинея, Филипините, Хонконг и Шанхай, които описва след това. Най-впечатлен остава от Сингапур, който описва в последния си роман „Die schönsten Hände der Welt“ (Най-красивите ръце на света).
След завръщането си в Германия, през 1911 г. Еверс пише един от най-известните си романи – „Алрауна: История на едно живо същество“. „Алрауна“ е чист хорър роман. Основа за него са средновековните легенди, според които под дърветата на обесените престъпници се развива растението мандрагора, хранещо се с тяхната кръв и сперма, а самото то се използва от вещери и магьосници. В романа се разказва за експеримент, проведен от д-р Тен Бринкен, който опложда проститутка със спермата на обесен престъпник. Продуктът на този дяволски експеримент е момичето на злото Алрауна, което е представено в смразяващи готически краски. Книгата е написана на достъпен разговорен немски и съдържа щедър диалог в най-добрия стил на епохата. Тя е цензурирана в Париж и Санкт Петербург, но става бестселър в Германия. Популярността ѝ води до създаването на редица филми.
През 1913 г. започва да си сътрудничи с актьора Паул Вегенер и компанията „Bioscop GMBH“ за производство на филми с по-добри художествени характеристики. Първият им филм „Die Verführte“ (1913) не е добър, но следващият „Der Student von Prag“ (1913) се счита за крайъгълен камък в историята на киното. До избухването на Първата световна война заедно с Вегенер и датчанина Стелан Рай правят още няколко филма до 1914 г.
Заплащането на произведенията му не е достатъчно и през 1914 г. Еверс предприема петото си „околосветско“ пътешествие. Минава от Рио де Жанейро до Монтевидео в Уругвай, в Аржентина, Огнена земя и през Магелановия проток до Чили. В Антофагаста го застига новината за убийството на австрийския ерцхерцог в Сараево. Той минава през все още неофициално открития Панамски канал до Коста Рика и Ямайка, а от там до Ню Йорк, пристигайки в деня на обявяване на началото на Първата световна война.

### Пропаганда в САЩ
По време на войната решава да остане в САЩ. Започва да работи за пропагандата на Германската империя. Пише статии в немски и английски списания, изнася лекции за Германия, за да събира дарения от симпатизанти. Вероятно е работил и нелегално, тъй като през 1915 г. е въвлечен в скандал с фалшиви паспорти.
Заедно с това продължава и литературната си дейност, като едно от малкото оцелели негови произведения от този период е сборникът с германски военни песни. Те са отпечатани от императора и са раздадени сред германските войници, а някои от тях намират място в учебниците. В САЩ се запознава с Алистър Краули, Ернст Ханфщенгл и с бъдещата си съпруга Жозефин Бумилер.
Нелегалната му дейност в САЩ е разкрита от тайните служби, той е арестуван през 1918 г. и е обвинен в опит за убийство. Местен е в различни затвори в Ню Йорк, а после във Форт Оглеторп в Джорджия, където прекарва една година в лагер с влошено здравословно състояние. През 1920 г. е освободен и след шест години отсъствие през юли се прибира в Германия.
Престоят му в САЩ оказва значително влияние върху литературната му кариера, която започва да бележи упадък. Там той пише романа си „Vampir“, в който все още поддържа митологизирания образ на Германия.

### Двадесетте години
При завръщането си в Германия Еверс се опитва да си възвърне позициите в културата, но общественото мнение е настроено против него, защото е останал в чужбина по време на войната. През 1921 г. се жени за Йозефине Бумилер, която идва в Берлин.
На остров Бриони писателят завършва романа си „Nachtmahr“ (Кошмар), където мястото на действието е в Америка. След него пише втората част на „Der Geisterseher“, в който първата част е на Фридрих Шилер, и чийто епилог той се оплаква от изолация в рамките на културната сцена.
По това време Еверс търси помощ от Валтер Ратенау, министър на възстановяването, с който се познава лично от 1911 г. След убийството на Ратенау се свързва с бъдещия президент Паул фон Хинденбург. За него 1923 г. е много лоша, тъй като в резултат на Ваймарската република и инфлацията губи парите си. В следващите години пише още няколко книги и участва спорадично в кинопроизводството.
През 1929 г. чете романа „На Западния фронт нищо ново“ на Ерих Мария Ремарк и решава да напише подобна книга. За прототип на своя герой Герхард Шулц избира Паул Шулц, ръководител на „Черния райхсвер“, паравоенните образувания след войната за заобикаляне на Версайския мирен договор. Книгата „Reiter in deutscher Nacht“ (1931) му отваря пътя към десните кръгове.

### По времето на националсоциализма
По това време той вече е член на Германската национална народна партия, но има и добри контакти с нациската партия чрез Ернст Ханфщенгл, с когото е свързан от САЩ, както и с Ернст Рьом и Йозеф Гьобелс. В резултат на тези връзки пише документалния си роман „Horst Wessel. Ein deutsches Schicksal“ през 1932 г. Със самия Хорст Весел той се познава още от университета в Берлин и от общото им членство в Норманското братство, както и от снимките на филма „Studenten von Prag“ от 1926 г. Освен това работи в близко сътрудничество с неговите близки и приятели за максимално достигане на истината за живота му. Поради политическото противоборство обаче книгата не е добре приета от двете страни. През 1933 г. по нея е направен филм, който обаче е силно цензуриран.
Голям удар за писателската му кариера е „Нощта на дългите ножове“ довела до свалянето на Ернст Рьом. В последвалите политически промени и налагането на националсоциализма от Хитлер книгите на Ханс Хайнц Еверс са забранени за публикуване.
В следващите години се опитва да оцелее и едновременно с това да осигури изходни визи на своите приятели евреи за САЩ и Великобритания. След безкрайни преписки той успява да вдигне забраната за публикуване и да напише последната си книга през 1943 г.
Ханс Хайнц Еверс умира в бедност от туберкулоза на 12 юни 1943 г. в Берлин. На 15 октомври същата година прахът му е препогребан в Дюселдорф. Днес неговите произведения се съхраняват в Института „Хайнрих Хайне“ в Дюселдорф. През 80-те години Еверс е преоткрит и публикуван отново в Германия.

## Произведения
хронологично представени издания
- Fabelbuch (1901) – с Теодор Етел
- Singwald (1901)
- Hochnotpeinliche Gedichten (1902)
- Die verkaufte Grossmutter (1903)
- Billys Erdengang. Eine Elephantengeschichte für artige Kinder (1904) – с Ерих Мюзам
- Das Cabaret (1904)
- Edgar Allan Poe (1905)
- Die Tomatensauce (1905)
- Die Ginsterhexe und andere Sommermärchen (1905)
- Führer durch die moderne Literatur. 300 Würdigungen der hervorragendsten Schriftsteller unserer Zeit (1906) – с Виктор Хадвигер и Ерих Мюзам
- Ужасът: Първо петоколие, Das Grauen. Seltsame Geschichten (1907)
- Mit meinen Augen… Fahrten durch die lateinische Welt (1908)
- Die Besessenen. Seltsame Geschichten (1908)
- Der Roman der XII (1909) – с Херман Бар, Ото Юлиус Бирбаум, Ото Ернст, Херберт Ойленберг, Густав Фалке, Георг Хиршфелд, Феликс Холендер, Густав Майринк, Габриеле Ройтер, Олга Волбрюк и Ернст фон Волцоген
- Der Zauberlehrling oder Die Teufelsjäger (1909)
- Delphi. Drama in drei Akten (1909)
- Grotesken (1910)
- Die verkaufte Grossmutter (1910)
- Moganni Nameh. Gesammelte Gedichte (1910)
- Алрауна: История на едно живо същество, Alraune. Die Geschichte eines lebenden Wesens (1911)
- Joli Tambour! Das französische Volkslied (1911) – с Марк Хенри
- Indien und ich (1911)
- Die toten Augen (1912/13) – с Марк Хенри
- Das Wundermädchen von Berlin. Drama in vier Akten (1913)
- Deutsche Kriegslieder (1915)
- Моето погребение: Разкази, Mein Begräbnis und andere seltsame Geschichten (1917)
- Der gekreuzigte Tannhäuser (1918)
- Das Mädchen von Shalott. Sechs Theaterstücke (1920)
- Vampir. Ein verwilderter Roman in Fetzen und Farben (1920)
- Die Herzen der Könige (1922)
- Nachtmahr (1922)
- Der Geisterseher (1922)
- Meine Mutter / Die Hex (1923)
- Ameisen (1925)
- Ivas Turm (1926) – с Марк Хенри
- Die traurige Geschichte meiner Trockenlegung (1927)
- Von sieben Meeren. Fahrten und Abenteuer (1928)
- Fundvogel. Die Geschichte einer Wandlung (1928)
- Reiter in deutscher Nacht (1931)
- Horst Wessel. Ein deutsches Schicksal (1932)
- Die schönsten Hände der Welt. Geschichten in der Sonne (1943)
- Geschichten des Grauens (1972) – издаден посмъртно

## Издадени в България
Книгите на Ханс Хайнц Еверс са издадени в България в периода 1918 – 1930 г.
- 1918 – Моето погребение: Разкази
- 1918 – Годеницата на Тофар
- 1922 – Ужасът: Първо петоколие
- 1925 – Из дневника на едно портокалено дърво
- 1929 – Алрауна: История на едно живо същество
- 1930 – Гробокопачът

## Екранизации
по произведения на писателя
- 1913 Der Student von Prag
- 1913 ...denn alle Schuld rächt sich auf Erden
- 1913 Die Eisbraut
- 1913 Die Augen des Ole Brandis
- 1913 Die ideale Gattin
- 1913 Der Verführte
- 1914 Evinrude – сценарист и актьор
- 1914 Ein Sommernachtstraum in unserer Zeit
- 1914 Die Launen einer Weltdame
- 1916 Der unsichtbare Mensch
- 1918 Alraune, die Henkerstochter, genannt die rote Hanne
- 1918 Alraune
- 1919 Alraune und der Golem – по романа „Alraune“
- 1921 Die Geheimnisse von Berlin
- 1923 Der Geisterseher
- 1926 Der Student von Prag
- 1928 Alraune
- 1930 Alraune
- 1930 Fundvogel
- 1933 Hans Westmar – по романа „Horst Wessel“, сценарист, актьор
- 1935 Der Student von Prag
- 1936 Gräfin Volescu
- 1952 Alraune
- 1970 La fenêtre – ТВ филм по разказа „L'araignée“

## Книги за Еверс (частично)
- Hanns Heinz Ewers und der Phantastische Film (1988) – от Рейнхолд Кайнер
- Poesie und Propaganda – Hanns Heinz Ewers in New York 1914–1918 (1995) – от Кристоф Амбъргър
- Hanns Heinz Ewers (1871–1943). Von der Jahrhundertwende zum Dritten Reich – Erzählungen, Dramen, Romane 1903–1932. Von der Genese des Arioheros aus der Retorte: Die Gestaltwerdung einer „deutschen Reichsutopie“ – от Улрике Бранденбург
- Wenn Nazis weltenbummeln und schreiben. Über die Nähe zwischen Künstlern und Nationalsozialismus. Dargestellt am Beispiel von Hanns Heinz Ewers (2004) – от Тимо Козловски